# Sympetalae
Sympetalae is een botanische naam die lang in gebruik geweest is, maar op het ogenblik uit de mode is, al mag ze nog wel gebruikt worden. Het is een beschrijvende plantennaam en betekent "planten met samengegroeide kroonbladen".
De naam wordt gebruikt, bijvoorbeeld in het Eichler-systeem en het Wettstein-systeem, voor een hoofdgroep van vele plantenfamilies, die gekarakteriseerd wordt door een bloemkroon die vergroeid is. Het is de tegenhanger van de Choripetalae.
De groep is ruwweg te vergelijken met de Gamopetalae in het systeem van Bentham & Hooker, de Asteridae van Cronquist (1981) en met de asterids uit het APG III-systeem (2009).